# Smålands runinskrifter 22 M
Runinskrift Sm 22 M är texten på en kyrkklocka som kommer från Drevs gamla kyrka i Drevs socken och Växjö kommun, Uppvidinge härad i Småland. I samband med att kyrkan övergavs på 1800-talet och lämnades öde, flyttades två av dess gamla klockor över till Drev-Hornaryds kyrka i nuvarande Sjösås församling. Lillklockan, som är den minsta, är försedd med en runinskrift från medeltiden. Klockan som uppges vara tillverkad 1300-1350 är gjuten av järn. Den från runor translittererade och översatta inskriften lyder enligt nedan:

## Inskriften
Translitteration:
afe maria : gracia broþir sbbi : gesus kristus
Normalisering till fornvästnordiska/latin:
Ave Maria. Gratia. Bróðir Sibbi. Jésús Kristus.
Översättning till nusvenska:
Ave Maria, Gratia. Broder Sibbi, Jesus Kristus.